# Episodi de Le avventure del gatto con gli stivali (quarta stagione)
La quarta stagione della serie animata Le avventure del gatto con gli stivali negli USA è stata distribuita il 16 dicembre 2016 da Netflix. Sulla piattaforma italiana questa stagione in particolare non è al momento disponibile.
Sempre in Italia, invece, è stata trasmessa su DeaKids a partire dal 10 luglio 2017.
| Nº | Nº | Titolo originale          | Titolo italiano            | Prima TV USA     | Prima TV Italia |
| -- | -- | ------------------------- | -------------------------- | ---------------- | --------------- |
| 40 | 1  | A strange premonition     | Uno strano presentimento   | 16 dicembre 2016 | 10 luglio 2017  |
| 41 | 2  | In world of dreams        | Nel mondo dei sogni        | 16 dicembre 2016 | 11 luglio 2017  |
| 42 | 3  | The Magical Flute         | Il flauto magico           | 16 dicembre 2016 | 12 luglio 2017  |
| 43 | 4  | The prey and the hunter   | La preda e il cacciatore   | 16 dicembre 2016 | 13 luglio 2017  |
| 44 | 5  | Lessons of goodness       | Lezioni di bontà           | 16 dicembre 2016 | 14 luglio 2017  |
| 45 | 6  | The greatest admirer      | La più grande ammiratrice  | 16 dicembre 2016 | 17 luglio 2017  |
| 46 | 7  | The fancy ogre            | L'orco elegante            | 16 dicembre 2016 | 18 luglio 2017  |
| 47 | 8  | Clash of the Titans       | Scontro fra titani         | 16 dicembre 2016 | 19 luglio 2017  |
| 48 | 9  | The cow and the wild boar | La mucca e la cinghialessa | 16 dicembre 2016 | 20 luglio 2017  |
| 49 | 10 | A Small Change            | Un piccolo cambiamento     | 16 dicembre 2016 | 21 luglio 2017  |
| 50 | 11 | The lamb                  | L'agnellino                | 16 dicembre 2016 | 24 luglio 2017  |
| 51 | 12 | The Obelisk               | L'obelisco                 | 16 dicembre 2016 | 25 luglio 2017  |
| 52 | 13 | The Bloodwolf             | Il Lupo Sanguinario        | 16 dicembre 2016 | 26 luglio 2017  |

## 1. Uno strano presentimento
Con una gemma mancante alla Corona delle Anime, Gatto, Dulcinea, Artefius e Duchessa escono cercando le sorelle streghe Eldritch. Devono prima avere a che fare con la prima sorella, Malviola, che consegnerà la gemma solo se avrà in cambio Gatto o Dulcinea che le diventeranno familiari.

## 2. Nel mondo dei sogni
Durante la ricerca della seconda gemma, Gatto viene avvelenato dalla strega Malaranea Eldritch e rimane intrappolato in un mondo in cui i sogni (sconfiggere Malaranea, trovare la terza gemma, sconfiggere definitivamente il Lupo Sanguinario e prepararsi a sposare Dulcinea) diventano realtà, mentre nel mondo reale i suoi amici sono in trappola e Malaranea sta assorbendo la sua forza vitale. Dato che Gatto morirà se la sua forza vitale viene assorbita del tutto, Dulcinea deve entrare nei suoi sogni e svegliarlo prima che sia troppo tardi.

## 3. Il flauto magico
Dopo aver superato Maliflua, la terza sorella Eldritch, Gatto e gli amici scoprono l'esistenza di una quarta sorella, Duchessa è diventata Maldon.

## 4. La preda e il cacciatore
San Lorenzo va in preda al panico insonne dopo che Gatto scompare. Nel frattempo, Gatto si ritrova da solo su un'isola tropicale, ma presto si rende conto che qualcuno o qualcosa gli sta dando la caccia.

## 5. Lezioni di bontà
Dulcinea cerca il suo autore preferito, Miguela Andante, per informazioni sulla Corona delle Anime. Tuttavia è stato rivelato che il libro di Dulcinea ha basato la sua vita sulla rovina della sua carriera e lui fa impazzire Dulcinea. Nel frattempo, Gatto ha una taglia su di lui.

## 6. La più grande ammiratrice
Uli prende il posto di Dulcinea come insegnante degli orfani, ma causa il caos a San Lorenzo.

## 7. L'orco elegante
Gatto, Dulcinea, Miguela e Uli vanno da Tranche, un orco aristocratico per ottenere il libro sulla Corona delle Anime.

## 8. Scontro fra titani
Taranis, il Dio del Tuono cerca l'aiuto di Gatto per impedire al Re degli Dei di distruggere tutti i mortali.

## 9. La Mucca e la Cinghialessa
A San Lorenzo arriva Roz, un vecchio amico di Pajuna che è venuto a raccogliere la taglia su Gatto, e Pajuna fa tutto ciò che è in suo potere per tenere separati i due.

## 10. Un piccolo cambiamento
Gatto e i suoi amici cercano la sorella della Sfinge, Callista, per informazioni sull'Obelisco della notte.

## 11. L'agnellino
Gatto e i suoi amici stringono un accordo con Angus un agnellino, per riunirlo con la sua amica Mary in cambio dell'Obelisco della notte.

## 12. L'obelisco
Al loro ritorno a San Lorenzo, Gatto e gli amici scoprono che El Moco aveva preso il sopravvento in loro assenza. Dopo aver avuto a che fare con El Moco, hanno trovato l'Obelisco della notte quando scoprono che Dulcinea è stata scelta dalla profezia, e quindi solo lei può sconfiggere il Lupo Sanguinario!

## 13. Il Lupo Sanguinario
Con il ritorno del potente e malvagio Lupo Sanguinario, Dulcinea deve fare una scelta difficile per fermarlo.